# Twin Groves (Arkansas)
Twin Groves est un village située dans l’État américain de l'Arkansas, dans le comté de Faulkner.